# Eleição municipal de Petrolina em 2020
A Eleição Municipal de Petrolina em 2020 ocorreu no dia 15 de novembro (primeiro turno) e 29 de novembro (segundo turno), com o objetivo de eleger um prefeito, um vice-prefeito e 23 vereadores, que serão responsáveis pela administração da cidade. O atual prefeito é Miguel Coelho, que se reelegeu no Primeiro Turno.
Originalmente, as eleições ocorreriam em 4 de outubro (primeiro turno) e 25 de outubro (segundo turno, caso necessário), porém, com o agravamento da pandemia de COVID-19 no Brasil, as datas foram modificadas. A cidade atingiu 200 mil eleitores cadastrados, sendo esse  o número mínimo de eleitores exigido para realização do segundo turno, em 2020, sendo a única do sertão pernambucano a conseguir o feito. Caso nenhum candidato obtivesse mais de 50% dos votos válidos, teria sido a primeira vez na história de Petrolina que teria uma eleição em dois turnos.

## Candidatos aPrefeito de Petrolina
| Nº | Candidato(a) ao cargo de prefeito | Partido | Candidato(a) ao cargo de vice-prefeito | Partido | Coligação |
| -- | --------------------------------- | ------- | -------------------------------------- | ------- | --- |
| 43 | Deomiro Santos                    | PV      | Valdemir Santos                        | PV      | Nenhuma |
| 50 | Dr. Marcos Ortopedista            | PSOL    | Bruno Abreu de Melo                    | UP      | "Pelo Poder Popular" - PSOL - UP |
| 17 | Gabriel Menezes                   | PSL     | Messias Rodrigues                      | PSL     | Nenhuma |
| 15 | Miguel Coelho                     | MDB     | Simão Durando Filho                    | DEM     | "Petrolina com Força e União" - MDB - DEM - PTB - PL - PP - PSDB - PSC - Republicanos - Avante - PRTB - Patriota - PROS - Cidadania |
| 55 | Julio Lossio Filho                | PSD     | Denise Lima                            | PSD     | "Petrolina Melhor para Todos" - PSD - PSB - PDT - PODEMOS - SOLIDARIEDADE                                                           |
| 13 | Odacy Amorim                      | PT      | Vinícius de Santana                    | PCdoB   | "Petrolina com o Povo Pra fazer melhor" - PT - PCdoB - PTC - PMN                                                                    |

## Resultados da eleição
O ícone  indica a reeleição.

### Prefeitos
| Candidato              | Candidato Vice             | 1º Turno 15 de novembro de 2020 | 1º Turno 15 de novembro de 2020 |
| Candidato              | Candidato Vice             | Votação                         | Votação                         |
| Candidato              | Candidato Vice             | Total                           | Porcentagem                     |
| ---------------------- | -------------------------- | ------------------------------- | ------------------------------- |
| Miguel Coelho          | Simão Amorim Durando Filho | 121.300                         | 76,19%                          |
| Júlio Lóssio Filho     | Denise Lima                | 15.567                          | 9,78%                           |
| Odacy Amorim           | Vinícius de Santana        | 15.345                          | 9,64%                           |
| Gabriel Menezes        | Messias Rodrigues          | 5.449                           | 3,42%                           |
| Dr. Marcos Ortopedista | Bruno Abreu de Melo        | 1.316                           | 0,83%                           |
| Deomiro Santos         | Valdemir Santos            | 231                             | 0,15%                           |
| Total de votos válidos | Total de votos válidos     | 159.208                         | 100%                            |
| Votos apurados         |                            |                                 |                                 |
| Votos Válidos          | Votos Válidos              | 159.208                         | 93,31%                          |
| Votos Brancos          | Votos Brancos              | 2.997                           | 1,76%                           |
| Votos Nulos            | Votos Nulos                | 8.417                           | 4,93%                           |
| Total votos Apurados   | Total votos Apurados       | 170.622                         | 100%                            |
| Eleitores              |                            |                                 |                                 |
| Comparecimento         | Comparecimento             | 170.622                         | 81,11%                          |
| Abstenções             | Abstenções                 | 39.737                          | 18,89%                          |
| Total de eleitores     | Total de eleitores         | 210.359                         | 100%                            |
| Eleito(a)              |                            |                                 |                                 |

Fonte:TSE

### Vereadores eleitos

Divisão partidária da câmara

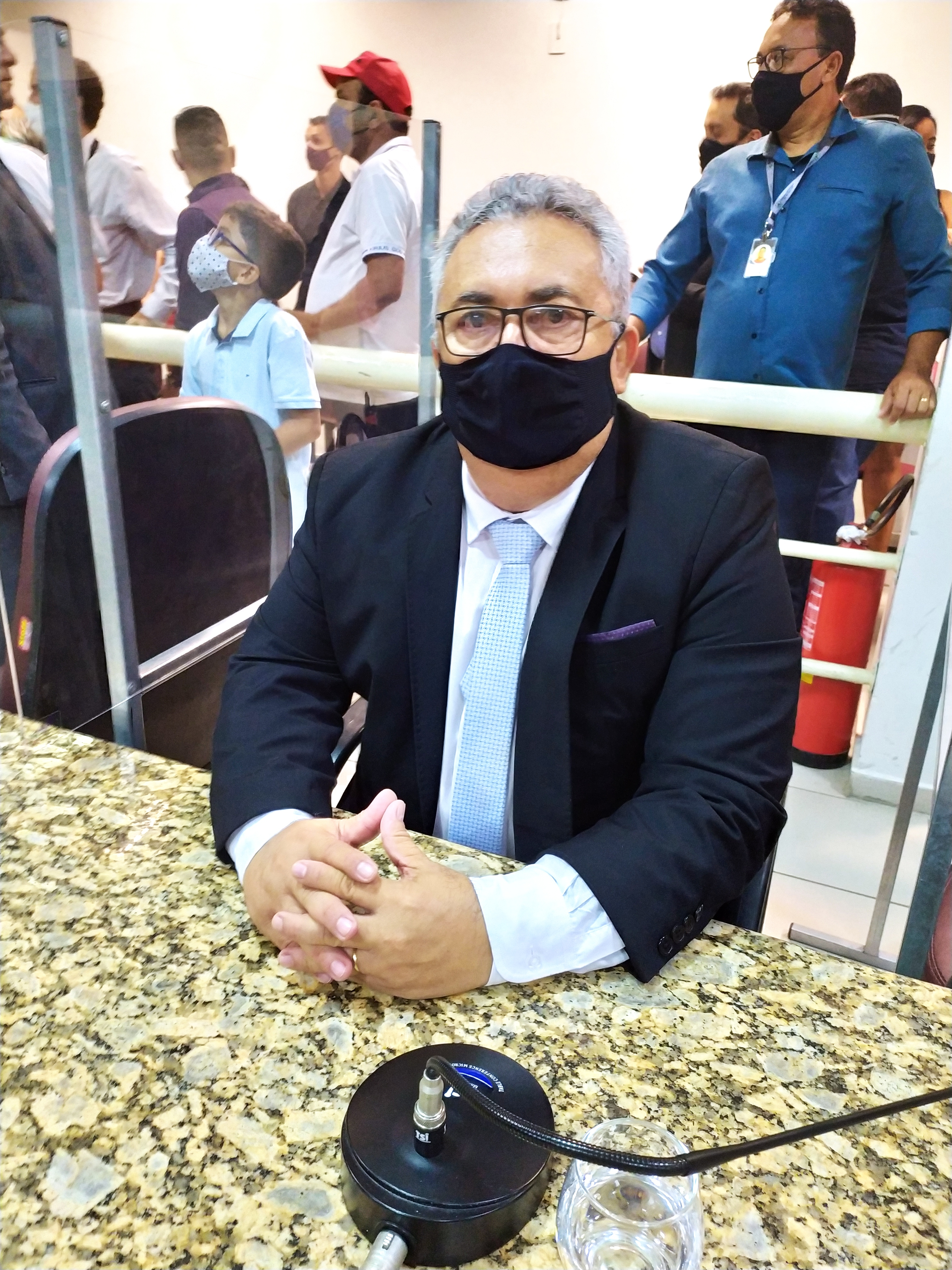
Vereador Ruy Wanderley eleito para o seu 5º mandato.

|         | Vereadores Eleitos       | Partido      | Voto  | %     |
| ------- | ------------------------ | ------------ | ----- | ----- |
| 1°      | Manoel da Acosap         | DEM          | 3.755 | 2,37% |
| 2°      | Gaturiano Cigano         | DEM          | 3.746 | 2,37% |
| 3°      | Gilberto Melo            | DEM          | 3.706 | 2,33% |
| 4°      | Edilsão do Trânsito      | MDB          | 3.706 | 2,22% |
| 5°      | Major Enfermeiro         | MDB          | 3.388 | 2,14% |
| 6°      | Maria Elena de Alencar   | MDB          | 3.268 | 2,06% |
| 7°      | Zenildo do Alto do Cocar | MDB          | 3.257 | 2,06% |
| 8°      | Aero Sim                 | MDB          | 3.196 | 2,02% |
| 9°      | Osório Siqueira          | MDB          | 3.088 | 1,95% |
| 10°     | Wenderson Batista        | DEM          | 3.011 | 1,90% |
| 11°     | Lucinha Mota             | PSOL         | 2.656 |       |
| 12°     | Ronaldo Silva            | DEM          | 2.475 | 1,56% |
| 13°     | Marquinhos do N Quatro   | Podemos      | 2.196 | 1,39% |
| 14°     | Elismar Gonçalves        | Podemos      | 2.041 | 1,29% |
| 15°     | Alex de Jesus            | Republicanos | 1.824 | 1,15% |
| 16°     | Professor Gilmar Santos  | PT           | 1.735 | 1,10% |
| 17°     | Marquinhos Amorim        | Republicanos | 1.615 | 1,02% |
| 18°     | Rodrigo Araujo           | Republicanos | 1.562 | 0,99% |
| 19°     | Capitão Alencar          | Patriota     | 1.539 | 0,97% |
| 20°     | Josivaldo Barros         | PSC          | 1.520 | 0,96% |
| 21°     | Ruy Wanderley            | PSC          | 1.450 | 0,92% |
| 22°     | Samara da Visão          | PSD          | 1.269 | 0,80% |
| 23°     | Diogo Hoffmann           | PSC          | 1.214 | 0,77% |
| Cassado | Junior Gás               | Avante       | 1.183 | 0,77% |

| Partido | Partido                | Votos | Votos (%) |
| ------- | ---------------------- | ----- | --------- |
|         | MDB                    | 6     | 26,09%    |
|         | DEM                    | 5     | 21,74%    |
|         | Partido Social Cristão | 3     | 13,04%    |
|         | Republicanos           | 3     | 13,04%    |
|         | Podemos                | 2     | 8,7%      |
|         | PT                     | 1     | 4,35%     |
|         | PSD                    | 1     | 4,35%     |
|         | Patriota               | 1     | 4,35%     |
|         | Avante                 | 1     | 4,35%     |
| Totais  | Totais                 | 23    |           |

## Pesquisas eleitorais

### Outubro a novembro de 2020
| Data da divulgação | Fonte   | Miguel Coelho | Odacy Amorim | Julio Lossio Filho | Gabriel Menezes | Dr. Marcos Ortopedista | Deomiro Santos | Brancos/nulo | Não Sabem/ Não Responderam/Indecisos |
| ------------------ | ------- | ------------- | ------------ | ------------------ | --------------- | ---------------------- | -------------- | ------------ | ------------------------------------ |
| Data da divulgação | Fonte   |               |              |                    |                 |                        |                | Brancos/nulo | Não Sabem/ Não Responderam/Indecisos |
| 06/11/2020         | Ipespe  | 73%           | 9%           | 6%                 | 3%              | 1%                     | 0%             | 4%           | 4%                                   |
| 22/10/2020         | DataVox | 62,8%         | 4%           | 7,8%               | 1,6%            | 0,4%                   | 0,2%           | 8,6%         | 14,3%                                |
| 05/10/2020         | Ipespe  | 71%           | 10%          | 5%                 | 3%              | 1%                     | 0%             | 5%           | 5%                                   |

### Avaliação da gestão do prefeitoMiguel Coelho
| Data da divulgação | Fonte  | Otimo | Bom | Regular | Ruim | Pessimo | Não sabe/não respondeu |
| ------------------ | ------ | ----- | --- | ------- | ---- | ------- | ---------------------- |
| 05/10/2010         | Ipespe | 54%   | 28% | 13%     | 1%   | 3%      | 1%                     |

## Debates

### Primeiro turno
| Data       | Organizador(es)      | Deomiro Santos | Dr.Marcos Ortopedista | Gabriel Menezes | Miguel Coelho | Julio Lóssio Filho |
| ---------- | -------------------- | -------------- | --------------------- | --------------- | ------------- | ------------------ |
| 12/11/2020 | Rádio Grande Rio FM  | Presente       | Presente              | Presente        | Ausente       | Presente           |
| 11/11/2020 | Tv UM e Rádio Ponte  | Presente       | Presente              | Presente        | Ausente       | Presente           |
| 28/10/2020 | OAB Petrolina        | Presente       | Presente              | Presente        | Ausente       | Presente           |
| 26/10/2020 | Projeto Escola Verde | Presente       | Presente              | Presente        | Ausente       | Presente           |
| 26/10/2020 | Rádio Jornal         | Presente       | Presente              | Presente        | Ausente       | Presente           |
| 20/10/2020 | Rádio Transrio       | Presente       | Presente              | Presente        | Ausente       | Presente           |
| 08/10/2020 | Rede GN              | Presente       | Presente              | Presente        | Ausente       | Presente           |